# Sophonia sandakanensis
Sophonia sandakanensis är en insektsart som beskrevs av Baker 1923. Sophonia sandakanensis ingår i släktet Sophonia och familjen dvärgstritar. Inga underarter finns listade i Catalogue of Life.